# Most Piaskowy
Most Piaskowy – żelazny most wzniesiony w 1861 roku we Wrocławiu, przerzucony nad południową odnogą Odry, wpisany do rejestru zabytków nieruchomych województwa dolnośląskiego. Stanowi początkowy fragment trasy prowadzącej ze średniowiecznego miasta na północ. Jest to element najstarszej wrocławskiej przeprawy przez Odrę, której odcinek północny stanowią mosty Młyńskie. Most jest stosunkowo wąski, na niespełna sześcioipółmetrowej jezdni poprowadzone są dwa przeciwległe pasy ruch kołowego oraz dwukierunkowa linia tramwajowa. Chodniki umieszczone są po zewnętrznej stronie dźwigarów mostu.
Przy moście Piaskowym, u zbiegu ul. Świętego Ducha i Piaskowej w przeszłości zlokalizowana była Brama Piaskowa. Nazwa tego mostu, jak i ulicy oraz bramy wywodzi się od nazwy Wyspy Piasek, a ta z kolei – od nazwy kościoła NMP na Piasku (zapożyczonej z rzymskiego kościoła łac. nazwy Sancta Maria in Arena, z modyfikacją polegającą na przetłumaczeniu „areny” na „piasek”). W okolicach mostu Piaskowego znajdował się jeden z najważniejszych placów średniowiecznego handlu międzynarodowego oraz kończy się Promenada Staromiejska.

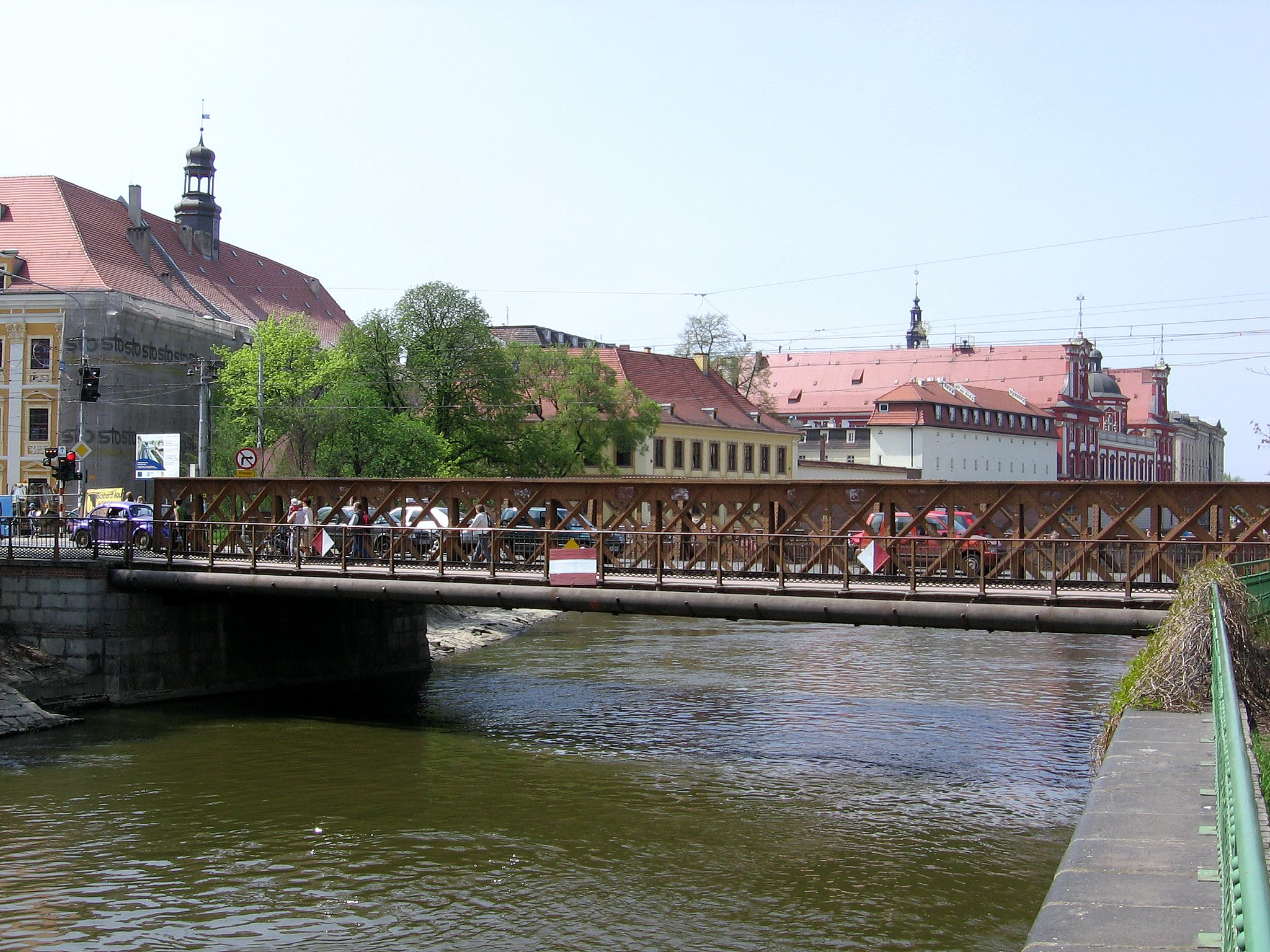
Most przed remontem, w tle Uniwersytet Wrocławski i Ossolineum

Kanonicy regularni, którzy byli właścicielami Wyspy Piaskowej, za prawo przekroczenia mostu Piaskowego już w 1149 roku pobierali myto. W tych czasach most Piaskowy wzmiankowany był jako Pons ad Virginem Mariam in Arena. Po trzynastowiecznej, ponownej lokacji miasta powstała nowa przeprawa przez Odrę na północ (dzisiejszy most Uniwersytecki), ale znaczenie Mostu Piaskowego nie zmniejszyło się, ponieważ nadal prowadziła tędy (i potem przez most Tumski) główna droga na Ostrów Tumski.
Początkowo most był drewniany, kilkuprzęsłowy, z jednym zwodzonym odcinkiem; ulegał kilkakrotnie katastrofom, za każdym razem odbudowywany. Na czas wojen husyckich most ufortyfikowano Bramą Mariacką. Od roku 1590 rozpoczęto budowę nowych fortyfikacji miejskich, zaopatrując je w 1592 basztą w pobliżu mostu Piaskowego, dwa lata później – nową, mocną, konstrukcją drewnianego mostu ze zwodzonym przęsłem, a w 1595 – kamienną bramą miejską.
W roku 1861 powstała nowa jednoprzęsłowa nitowana żelazna konstrukcja mostu według projektu Ernsta Ubera zrealizowanego przez zakłady metalowe Gustava Ruffera. Kratownicowe dźwigary oparte o przyczółki licowane granitem i klinkierem niosły drewniany pomost. System kratownic nawiązywał do szesnastowiecznej kratownicy drewnianej. Jest to pierwszy w rejonie wysp i najstarszy zachowany most żelazny we Wrocławiu. Od 1893 przez most kursowała linia tramwaju elektrycznego, w tym czasie pomost zastąpiono stalowym, a w 1934 most podniesiono o 60 centymetrów.
Podczas oblężenia Festung Breslau w 1945 most został zaminowany przez broniących twierdzę Niemców. Pod koniec kwietnia ostrzał artyleryjski oblegającej miasto Armii Czerwonej uruchomił detonatory, wskutek czego most został wysadzony w powietrze. Jeszcze podczas oblężenia niemieccy saperzy zdołali prowizorycznie odtworzyć konstrukcję mostu i biegnące wzdłuż niego instalacje, ale most wymagał gruntownej naprawy. Dziewiętnastowieczna konstrukcja została niemal w całości wymieniona podczas remontów w powojennym półwieczu. Zachowano jedynie główne dźwigary z ich zabytkowym układem kratownic, odnawiając też licowania, most utracił ozdobne słupy zamykające obustronnie dźwigary i wieńczące je latarnie. 15 października 1976 most wpisano do rejestru zabytków.
Przy moście Piaskowym znajdował się początkowy punkt pomiarowy podczas wyznaczania miary wrocławskiej mili, stosowanej najpierw w samym Wrocławiu, a od 1630 na całym Śląsku. Ta jednostka długości równa się 6700 metrów – jest to odległość od Bramy Piaskowej do Psiego Pola (Hundsfeld) przez Wyspę Piaskową i Ostrów Tumski i dalej podmiejską drogą na północny wschód.
Ze względu na stan techniczny mostu, nie mogą na niego wjeżdżać autobusy oraz ciężkie tramwaje typu Škoda 19T i Škoda 16T.